# Anne Sofie von Otter
Anne-Sofie von Otter (Estocolm, 9 de maig de 1955) és una mezzosoprano sueca que s'ha dedicat tant a l'òpera com als recitals. És particularment famosa pels seus papers vocals masculins.

## Biografia
És filla d'un diplomàtic, Göran von Otter, i, per tant, va créixer a diferents ciutats: Bonn, Londres i Estocolm.
Després d'estudiar a Estocolm i a la Guildhall School of Music and Drama de Londres, va entrar a formar part de l'Òpera de Basilea, on va fer el seu debut operístic l'any 1983 en el paper d'Alcina, en l'òpera Orlando paladino de Haydn. Va debutar a la Royal Opera House, Covent Garden l'any 1985 i a la Metropolitan Opera l'any 1988 com Cherubino. L'any 1987 va debutar a La Scala.
Ha obtingut grans èxits en papers de Mozart, Händel i Monteverdi. En recitals ha excel·lit en les obres de Mahler, Brahms, Grieg, Wolf i Sibelius. L'any 2001 va publicar un àlbum en companyia d'Elvis Costello, amb el qual va guanyar un Premi Edison.
Entre els directors d'orquestra amb què ha treballat cal destacar William Christie, Marc Minkowski, Claudio Abbado, John Eliot Gardiner i Myung-Whun Chung. En la major part dels seus recitals i molts enregistraments s'ha fet acompanyar pel pianista suec Bengt Forsberg.
Casada amb l'actor i director teatral Benny Fredriksson, fins al seu suïcidi al 2018, té dos fills i viu a Estocolm.

## Enregistraments selectes
Entre els nombrosos enregistraments d'òpera, lieder i música folk que ha realitzat, cal destacar els següents:

### Lieder
- Lieder de Johannes Brahms amb Bengt Forsberg (1991) Deutsche Grammophon
- Cançons de Grieg amb Bengt Forsberg (1993) Deutsche Grammophon
- Speak Low: Songs de Kurt Weill, dirigit perJohn Eliot Gardiner (1995) Deutsche Grammophon
- Frauenliebe und –leben de Schumann amb Bengt Forsberg (1996) Deutsche Grammophon
- Des Knaben Wunderhorn (amb Thomas Quasthoff) de Mahler dirigits per Claudio Abbado (1999) Deutsche Grammophon

### Òpera
- Der Rosenkavalier de Richard Strauss dirigit de Bernard Haitink (1991) EMI Classics
- Agrippina de Händel dirigit per John Eliot Gardiner (1997) Polygram
- Werther de Jules Massenet dirigit per Kent Nagano (1997) Elektra
- Ariodante de Händel dirigit per Marc Minkowski (1999) Archiv
- Ariadne auf Naxos de Richard Strauss dirigit per Giuseppe Sinopoli (2002)
- Hercules de Händel dirigit per Marc Minkowski (2002) Archiv
- Giulio Cesare de Händel dirigit per Marc Minkowski (2003) Archiv
- Serse de Händel dirigit per William Christie (2004) Virgin Classics

### Altres enregistraments
- For The Stars, una col·lecció de cançons rock i pop (entre d'altres, de Brian Wilson i Lennon/McCartney), amb Elvis Costello[3]